# Stara Zagora (region)
Stara Zagora är en region (oblast) med 319 067 invånare (2017) belägen i centrala Bulgarien.
Den största staden har samma namn som regionen och ligger vid foten av Srednabergen, 197 meter ovanför havet och 230 km från huvudstaden Sofia.
Kommuner i regionen är Bratia Daskalovi, Gălăbovo, Gurkovo, Kazanlăk, Măglizj, Nikolaevo, Opan, Pavel Banja, Radnevo, Stara Zagora och Tjirpan.